# Estínfalo
En la mitología griega, Estínfalo o Estinfelo (en griego Στύμφαλος) fue un rey de Arcadia. Era hijo de Élato y de Laódice, hija de Cíniras; o bien de Ares y una tal Dormotea. Los versos de Homero atestiguan que pertenecen a la estirpe de los arcadios, y Estínfalo, fundador del pueblo homónimo, fue tercer descendiente de Árcade, hijo de Calisto. También dio su nombre a una fuente que discurría por esos lares.
Al morir Clítor, Estínfalo y su hermano Épito heredaron el trono de Azania, entonces el reino más poderoso en los que se había dividido Arcadia. Uniendo las partes que los dos hermanos disfrutaban se convirtieron en gobernantes de prácticamente la totalidad de la región.
Pélope, un inmigrante asiático que gobernaba las tierras que por él se llamaron el Peloponeso, le declaró la guerra. Al no poder vencer al ejército arcadio fingió arrepentimiento y, ganándose la amistad de Estínfalo, le despedazó. Por este crimen traicionero toda Grecia fue castigada con sequías y hambrunas, que sólo cesaron tras las piadosas oraciones de Éaco.
Con su nombre se denominaron en Arcadia una ciudad, que tenía templos consagrados a Artemisa y a Hera, y un lago famoso por habitar en él los temibles pájaros del Estínfalo, derrotados por Heracles en cumplimiento de su sexto trabajo. Una versión racionalizada del mito de los pájaros del Estínfalo nombra a un tal Estínfalo y una mujer Ornis u Órnide (literalmente «pájaro») como padres de las Estinfálides, quienes fueron asesinadas por Heracles por el hecho de que les negó la hospitalidad; pero estas sí que aceptaron a los Moliónidas.
Como su hermano Épito había muerto ya víctima de una mordedura de serpiente, le sucedió su primo Aleo. A pesar de todo otros dicen que Estínfalo habían tenido tres hijos, llamados Agámedes, Agelao y Gortis; y también Parténope, su hija.